# Marek Piechocki

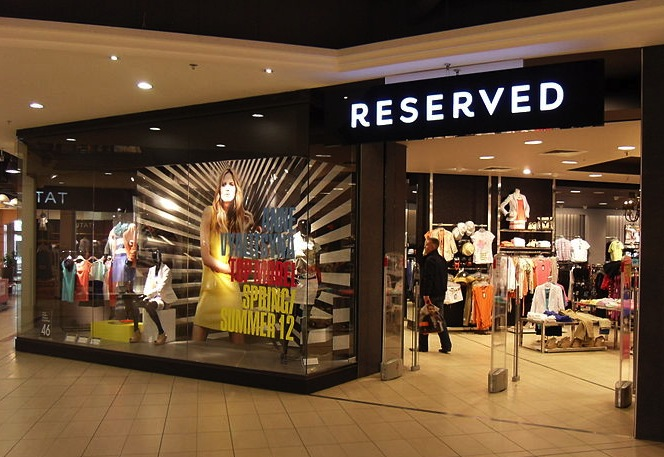
Ein „Reserved“-Geschäft in einem Shopping-Center in Danzig Przymorze

Marek Piechocki (* 5. Februar 1961) ist ein polnischer Unternehmer. Er gehört zu den reichsten Polen. Sein Vermögen wurde in der jährlich aktualisierten Reichen-Liste der polnischen Ausgabe der Zeitschrift Forbes im Jahr 2013 auf rund 400 Millionen Euro geschätzt.

## Leben
Piechocki studierte an der Technischen Universität Danzig Bauingenieurwesen. Von 1988 bis 1990 arbeitete er in einem elektrotechnischen Betrieb. Ab 1991 war er bei einem kleinen Handelsunternehmen (Przedsiębiorstwo Handlowe ETA s.c.) als stellvertretender Verkaufsleiter tätig. Parallel betrieb er mit seinem Studienfreund Jerzy Lubianiec seit 1990 eine eigene Gewerbetätigkeit (P.H. Mistral s.c.) in Danzig, die vor allem im Import von billigen T-Shirts aus China bestand. Auf Basis dieser Tätigkeit heraus entstand 1995 das Unternehmen LPP S.A., deren Geschäftsführer Piechocki seit dem 4. September 1995 ist. 1998 gründete er Reserved. Zur Namenswahl erklärte Piechocki: „Damals wollten die Leuten bei uns nur Westmarken haben, also wählten wir einen englischen Namen aus, um die Herkunft unserer Marke zu verschleiern.“ Die LPP S.A. brachte er am 15. November 2000 an die Warschauer Börse. Piechocki ist außerdem Aufsichtsratsvorsitzender und Gesellschafter der LPP Tex S.A. und Geschäftsführer der Tora Sp. z o.o. Ebenfalls ist er Eigentümer eines 30.000 Quadratmeter großen Logistikzentrums in Pruszcz Gdański.
Die LPP S.A., eines der größten Textilunternehmen Polens, betreibt rund 600 Geschäfte in Polen und weitere etwa 150 in Russland, der Ukraine und in baltischen Ländern. In Polen (Danzig und Krakau) entworfene und in Asien produzierte Produkte werden unter den Marken „Reserved“, „House“, „Mohito“, „Cropp“, „Sinsay“, „Tallinder“ oder „Promostars“ vertrieben.
Er wohnt in einer Villa in Sopot. Er ist verheiratet und hat vier Kinder (Maciej, Jagoda, Marcin, Piotr).